# 서교그룹사운드
서교그룹사운드(Seogyo Group Sound)는 대한민국의 록 밴드이다.
2013년 10월 11일 제비다방 공연을 마지막으로 밴드 활동을 중단했다.

## 구성원
- 김세영 - 보컬, 기타
- 김원준 (1985년 10월 14일) - 기타
- 서재웅 - 베이스
- 최욱노 (1985년 1월 20일) - 드럼

### 전 구성원[2]
- 임광택 - 기타
- 박영민 - 기타
- 고은 - 드럼

## 음반

### EP
- Seogyo Group Sound (2008년)

### 앨범
- 우리들은 (2012년)

### 참여 앨범
- RUBY'S PARADISE 2009

## 공연
- 현대카드슈퍼콘서트19 시티브레이크 (2013년)